# Eurygaster alternata
Eurygaster alternata är en insektsart som först beskrevs av Thomas Say 1828.  Eurygaster alternata ingår i släktet Eurygaster och familjen sköldskinnbaggar. Inga underarter finns listade i Catalogue of Life.